# Damas Gratis

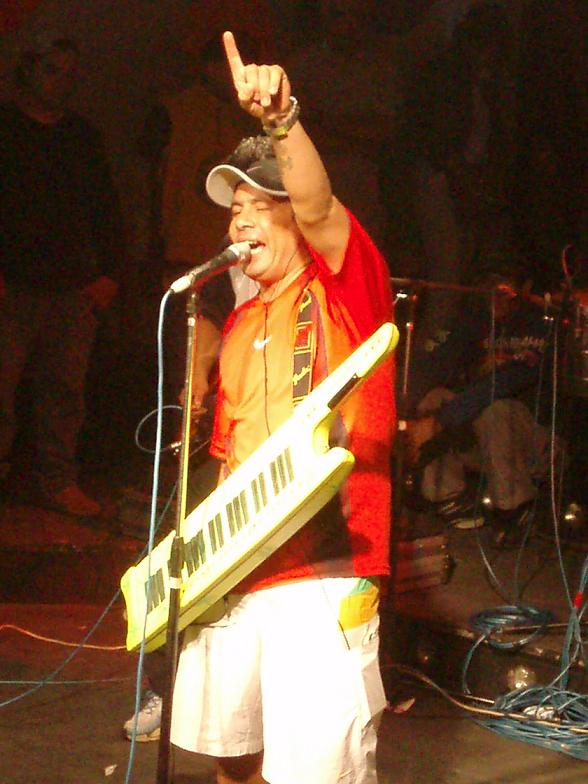

Damas Gratis (auch Dama$ Grati$) sind eine Cumbia-Band aus Argentinien, die zu den erfolgreichsten Gruppen des Untergenres der Cumbia Villera (Slum-Cumbia) gehört.
Ihre Musik besteht aus vertrackten, von Synthesizer-Sounds unterstrichenen Cumbia-Rhythmen. Die Texte handeln vom Milieu der Elendsviertel Argentiniens und damit auch teilweise von Kriminalität, dennoch wird keine Gewaltverherrlichung betrieben, auch wenn dies der Band von einigen Kreisen vorgeworfen wurde.

## Bandgeschichte
Die Band wurde 2000 von Pablo Lescano, einem jungen Keyboarder aus dem Elendsviertel Villa La Esperanza in Buenos Aires, gegründet. Ihr Debütalbum Para los Pibes war kommerziell sehr erfolgreich und machte den Sound der sogenannten Cumbia Villera (Slum-Cumbia) über die Grenzen Argentiniens hinaus bekannt.
2001 erschien das Nachfolgealbum Operación Damas Gratis, in dem die Band Einflüsse aus Reggae, Dancehall und Psychedelic Rock in ihre Musik integrierten. Danach wurde es um die Band etwas ruhiger.

## Diskografie
- Para los Pibes (2000)
- En vivo...hasta las manos (Livealbum, 2000)
- Operación Damas Gratis (2001)
- 100% Negro Cumbiero (teilweise Livealbum, 2003)